# Magnetyczny rdzeń toroidalny

Przykład toroidu o przekroju prostokątnym

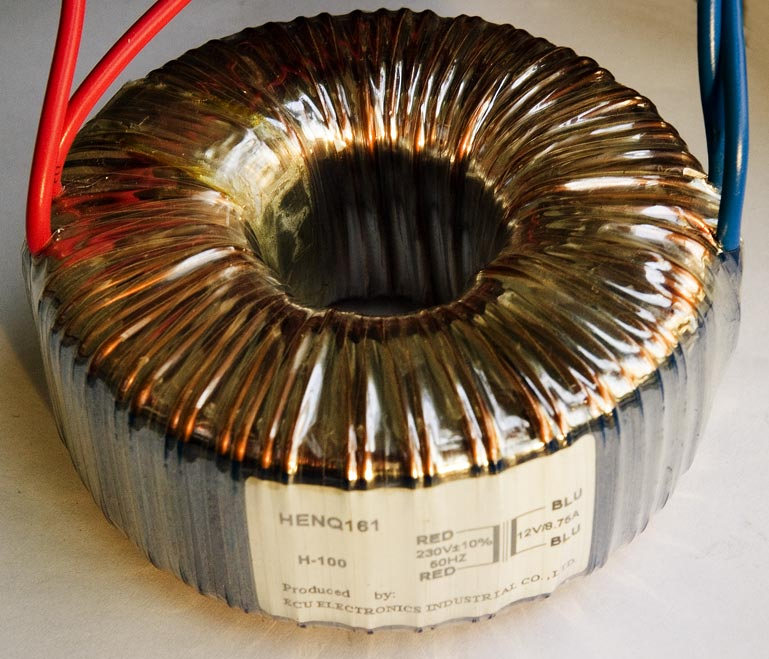
Widok transformatora z rdzeniem toroidalnym

Schematyczne przedstawienie spiralnej struktury toroidalnego rdzenia zwijanego

Magnetyczny rdzeń toroidalny – specjalny rodzaj rdzenia magnetycznego, w którym materiał magnetyczny ukształtowany jest w postaci grubego pierścienia (zobacz rysunek po prawej stronie).
W zależności od użytego materiału magnetycznego rdzeń taki może być wykonany jako lity (odlewany lub prasowany) z magnetodielektryka lub ferrytu, lub też zwijany z jednej części długiego pasa anizotropowej blachy elektrotechnicznej, taśmy amorficznej, lub taśmy nanokrystalicznej. Zwijane rdzenie posiadają strukturę spiralną (zobacz rysunek po prawej stronie), co powoduje że indukcja magnetyczna nie płynie równolegle do powierzchni paska materiału, ale jest zmuszona do przeskakiwania pomiędzy sąsiednimi zwojami rdzenia (nie mylić ze zwojami uzwojenia). Powoduje to powstawanie planarnych prądów wirowych, które zwiększają nieco całkowitą stratność takiego rdzenia. 
Rdzenie toroidalne nie dają odpadów przy wykrawaniu i pozwalają na wykorzystanie anizotropii blach magnetycznych walcowanych na zimno, gdyż kierunek indukcji pokrywa się praktyczne z kierunkiem łatwego magnesowania. Długość drogi magnetycznej w rdzeniu jest najmniejsza z możliwych przy tym samym przekroju okna rdzenia. Dlatego masa magnetowodu i masa całego transformatora jest wyraźnie mniejsza od wykonania tradycyjnego. 
Transformatory z rdzeniem toroidalnym są nieco droższe w produkcji z uwagi na fakt, że w tradycyjnych konstrukcjach najpierw wykonuje się uzwojenie, a dopiero potem instaluje się poszczególne części rdzenia magnetycznego wewnątrz uzwojeń. W przypadku rdzeni toroidalnych rdzeń stanowi nierozłączną całość, więc uzwojenia muszą zostać wykonane na gotowym rdzeniu, co zazwyczaj zwiększa koszty produkcji.  
Niemniej jednak, rdzenie toroidalne posiadają lepsze parametry magnetyczne, stosunkowo dużą wytrzymałość mechaniczną i co najważniejsze wprowadzają mniejsze zniekształcenia przenoszonego sygnału. Ta ostatnia cecha jest szczególnie ważna np. w systemach dźwiękowych, gdzie wszelkie zniekształcenia sygnału rzutują bezpośrednio na jakość dźwięku.